# Toynbee Hall

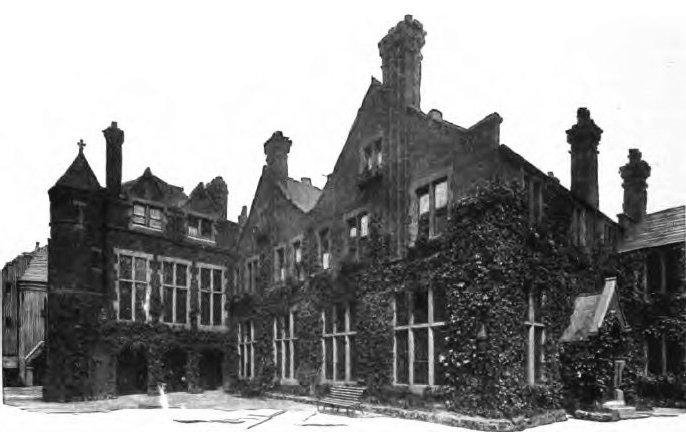
Toynbee Hall 1902

Toynbee Hall ist der Name des ersten Nachbarschafts- und Bildungszentrums im Rahmen der Settlement-Bewegung. Die Einrichtung wurde 1884 von Henrietta Barnett und ihrem Ehemann Samuel Augustus Barnett im Londoner Eastend gegründet und besteht bis heute. Sie wurde nach dem britischen Ökonomen und Sozialreformer Arnold Toynbee benannt, der im Jahr vor der Eröffnung der Einrichtung gestorben war. Toynbee Hall war ein Modell für weitere Gründungen, wie besonders für das Hull House in Chicago, das Jane Addams nach einem Besuch in London aufbaute.
Die historische Toynbee Hall wird in vielen Darstellungen als Universitätsniederlassung bezeichnet, weil mit ihr angehende Akademiker aus höheren Gesellschaftsschichten im Wohngebiet von Armen siedelten und dort Nachbarschaftshilfe und Weiterbildungsmöglichkeiten anboten.
Toynbee Hall wird als Katalysator für Sozialreformen in Vereinigten Königreich betrachtet.
Heute ist das Zentrum in der Beratung, in Jugend- und Altenprojekten sowie im Bereich Financial Inclusion aktiv. Es ist der Vision einer „Zukunft ohne Armut“ gewidmet und unterstützt Menschen und Gemeinschaften bei der Überwindung von Hindernissen, die ihnen den Weg aus der Armut versperren.